# Chołmogorskoje
Chołmogorskoje (ros. Холмогорское) – wieś (sieło) w Rosji, w Kraju Krasnojarskim, w rejonie szarypowskim. W 2010 liczyła 2028 mieszkańców.